# 斯圖爾特·皮奇
皮奇男爵斯圖爾特·威廉·皮奇 KG GBE KCB DL（英語：Stuart William Peach, Baron Peach；1956年2月22日—），英國皇家空軍將領。

## 生平
1956年出生于西密德蘭郡，2018年起擔仼北大西洋公約組織軍事委員會主席，2016年至2018年間出任國防參謀長之職，此前亦歷任國防副參謀長（2013年－2016年）、聯合部隊司令部司令（2011年－2013年）、常設聯合總部長（2009年－2011年）、國防情報局長（2006年－2009年）等多項職務。